# Éditions de l'Hexagone
Pour les articles homonymes, voir Hexagone (homonymie).
Les éditions de l’Hexagone, ou L’Hexagone, sont une maison d’édition québécoise fondée en 1953. Elle est une référence dans le monde de la poésie et de l’édition québécoise, principalement connue pour avoir édité les travaux de Gaston Miron, dont son célèbre recueil L'Homme rapaillé.

## Histoire

### Fondation
C’est par le biais des activités de l’Ordre du Bon Temps et de son bulletin La Gallette, où ils étaient responsables de la publication, que Gaston Miron, Olivier Marchand, Jean-Claude Rinfret, Gilles Carle, Mathilde Ganzini, et Louis Portugais se sont connus. Ils formeront la première équipe.
En janvier 1953, Gaston Miron invite Louis Portugais et Mathilde Ganzini – à qui il demande d’apporter tous les manuscrits d’Olivier Marchand – à se retrouver chez Gilles Carle, qui loge dans une chambre étudiante dans le Carré Saint-Louis, pour discuter de la publication de ses poèmes et de ceux de Marchand. C’est là qu'a lieu l’idée de fonder une maison d’édition. L’élaboration du recueil de poèmes Deux sangs mène à la création de L’Hexagone.
Le nom Les éditions de l’Hexagone vient du nombre de fondateurs que composait cette nouvelle entité, selon une proposition d’Olivier Marchand, durant un remue-méninge pour trouver un nom, et également, comme le souligne Carles et Rinfret, faire un lien culturel avec la France. Même si le nom évoque cette dernière, les fondateurs voulaient avec cette maison d’édition « se débarrasser de la métropole culturelle qu’était Paris [et] ne plus être un auteur français, mais québécois ».
Le succès du recueil de poèmes Deux sangs au niveau des souscriptions, des ventes et de bonnes critiques dans les journaux et de la presse spécialisée sera déterminant, puisqu’il pousse l’équipe à continuer. Portugais avait d’ailleurs mis en place une campagne de presse dans le but d’avoir des rendus de critiques influents dans les journaux et de la publicité.

### Des débuts à la professionnalisation (1953-1968)
Six mois après sa fondation, grâce à la souscription envoyée à des connaissances, le premier ouvrage Deux sangs est publié. Dès sa formation, L’Hexagone se donne comme but d’exercer une action sur le plan édition et «se veut très tôt le porte-parole des aspirations du peuple québécois».
Après sa création, d’autres membres rejoignent l’équipe. Hélène Pilotte et Jean-Guy Pilon rejoignent en 1954. Pilotte remplace Ganzini, qui avait accouché de son premier enfant en février 1954. Alors que Pilon remplace Rinfret, parti travailler à Radio-Canada comme décorateur. Alain Horic rejoint en 1955, invité par Miron à collaborer, après qu’ils se sont connus lors d’évènements culturels.
	L’Hexagone devient une société légale le 4 juillet 1956, composé de quatre membres: Miron, Pilon, Portugais et Carle. Cependant, Pilon prend seul les rênes comme directeur intérimaire l’année suivante, du fait que Miron tombe malade. Ce dernier est en convalescence pendant deux ans, et par la suite, va en France pendant 18 mois pour y étudier les techniques et les méthodes d’édition à l’École Estienne à Paris et se reposer. À son retour, en 1961, il crée une deuxième équipe, composée de lui (directeur), Louis Portugais (administrateur), Alain Horic, Michel van Schendel et Paul-Marie Lapointe. Contrairement à la première équipe, celle-ci est composée exclusivement de poètes. Cette équipe va restructurer L’Hexagone «afin de produire davantage et de travailler d’une façon plus méthodique». Ceci amène à la création de la collection Panorama, dirigée par Pilon, faisant doubler le nombre de publication. En six ans, de 1953 à 1959, la maison d’édition publie 24 livres, dont 15 poésies.
	La maison d’édition participe immédiatement après sa fondation à plusieurs activités culturelles et de diffusions à l’étranger, se faisant ainsi connaître rapidement et permettant d’établir sa réputation de «carrefour vivant de la poésie». L’Hexagone participe à plusieurs récitals de poésie, d’évènements culturels à Granby, à Val-David et notamment la Foire de l’Art et du livre de Saint-Adèle, où elle vend ces publications ainsi que ceux d’autres poètes du Québec,. Elle se fait également connaître avec ses manifestations publiques qu’elle produisait (lectures publiques, lancements, réunions). Grâce à ses publications et ses activités d’animation, L’Hexagone reçoit des commandes de l’extérieur du Québec, notamment d’universités ou de bibliothèques.
Elle envoie un mémoire à la Commission Fowler en 1956, où elle se «revendiquait le droit de se faire entendre publiquement au nom de toute une génération de jeunes auteurs», demandant à cette dernière de tenir compte des écrivains et de la jeune génération de l’époque. Elle est la seule maison d’édition à envoyer un mémoire.
	La formule de financement choisit au début, et qui le sera jusqu’en 1968, sera la souscription aux œuvres annoncées. Elle est vue comme le meilleur moyen pour rejoindre et intéresser les lecteurs à la poésie. L'Hexagone abandonne officiellement cette formule plus tard, en raison des délais entre le paiement et la livraison aux souscripteurs. Dans le dernier communiqué leur étant destiné, il est précisé que la méthode était effectivement devenue impraticable et cette décision devait être prise « en raison des délais et des imprévus qui surviennent à tout moment dans l'activité éditoriale d'une petite maison». Ceux-ci reçoivent en même temps que ce communiqué les titres annoncés par le prospectus de 1967. Dorénavant, les ouvrages de l'Hexagone seront diffusés exclusivement en librairie.
Outre que les souscriptions, L’Hexagone passe par le Secrétariat de la Province de Québec qui achète des publications, notamment par le biais de Jean Bruchési, sous-secrétaire, obtenant une aide financière par la forme d’achat de livre. Ils étaient offerts comme cadeau par le Secrétariat à des personnalités importantes ou pour des dons à l’extérieur.
	Pendant dix ans, le bureau de l’Hexagone est à plusieurs endroits. De 1953 à 1956, il est situé le logement des parents de Louis Portugais, au 3074 rue Lacombe, dans le quartier Côte-des-Neiges, jusqu’à ces derniers le vendent. L’endroit était déjà utilisé pour les rencontres de l’équipe de La Galette, possédait une entrée indépendante, et était situé dans un secteur tranquille. Il sera ensuite hébergé chez Portugais de 1957 à 1960. Et de 1960 à 1963, chez Marie-Paul Lapointe, au 655 rue Bloomfield à Montréal.

### Sous la direction de Miron et d’Horic (1968-1981)
À partir de 1968, Miron et Horic réorganisent la maison d’édition, qui connaît des difficultés financières, faisant passer de maison d’édition artisanale à maison d’édition professionnelle. La formule de souscription est abandonnée au profit de la vente en librairie et ils augmentent la production, notamment grâce aux subventions du Service des lettres et de l’édition du Conseil des arts du Canada.
La société légale créée en 1956 est dissoute en 1970, pour être remplacée par une nouvelle, sous l’approbation de Carle, Portugais et Pilon. Cette nouvelle société d’édition est maintenant contrôlée par Miron et Horic, ayant respectivement 51 % et 48 % de la société, Portugais recevant 1 % de façon symbolique. Ce dernier continue de travailler à L’Hexagone comme relationniste et délégué auprès des institutions et des médias. Ils entreprennent une réorganisation et une redéfinition du rôle des politiques éditoriales, du travail et de la production de L’Hexagone. La Nuit de la poésie profite à L’Hexagone, voyant plusieurs de ses poètes publiés qui lisent leurs poèmes, permettant de se faire connaître plus au public.
L’Hexagone acquiert plusieurs fonds de maisons d’édition ayant dû mettre la clef sous la porte dans un but de les préserver pour la postérité. Ce souci de préserver va amener à l’idée d’une collection de livres de poche, qui se concrétisera plus tard.
	À l’année 1978, L’Hexagone se lance dans plusieurs projets, en plus de fêter son 25e anniversaire. Au niveau des publications, elle s’ouvre à d’autres styles littéraires, elle s’associe avec les Éditions Minerve pour créer la collection Basile, et Miron crée la collection Parcours, une collection qui devait «témoigner du cheminement d’un créateur et préserver de l’oubli ou la perte de l’ensemble de ses écrits». Avec d’autres éditeurs, L’Hexagone met en place Les Messageries littéraires des éditeurs réunis et le Groupe d’éditeurs littéraires francophones d'Amérique du Nord (GELFAN) «qui ont pour mission de distribuer et de faire connaître la production des maisons d'édition littéraire canadiennes-françaises au Canada et à l'étranger». Par une proposition de Miron, elle aide les frères Hébert à créer une maison d’édition : Les Herbes rouges. Et enfin, elle installe ses bureaux et ceux du GELFAN au 543 rue Sherbrooke Est, un immeuble dont L’Hexagone achete pour la rénover dans un projet immobilier connu sous le nom de Société immobilière du livre Inc..
Cependant, tous ces projets, dont plusieurs seront peu rentables, conduisent L’Hexagone au bord de la faillite au début des années 80.

### L’Hexagone sous Alain Horic (1981-1991)
Quand Alain Horic, après le départ de Miron de l’administration, devient directeur de L’Hexagone en 1981, cette dernière est en piteux état. Il agit immédiatement et «procède au remaniement de toutes les collections dont il juge les titres trop lyriques, poétiques et symboliques». Il réaménage toutes les collections, en les regroupant en six collections : Essais littéraires, fictions. Itinéraires, Anthologies, Rétrospectives, et Poésies.
En même temps qu’il réorganise la maison d’édition, il lance la collection Typo en 1984. Elle permet de relancer en format populaire plusieurs titres qui ont marqué l’histoire de la maison. Ce projet était pensé par Miron et Horic depuis un bon moment. Elle a comme but de valoriser les fonds de l’Hexagone et de Parti pris, en mettant à la portée d’un large public un certain nombre d’œuvres anciennes et contemporaines.
En 1982, il achète l’immeuble au 900 rue Ontario pour installer les activités de L’Hexagone, du Parti pris et Les Herbes rouges, de même que Les Messageries. Cet immeuble sera le siège social jusqu’à 1991.

### Vente de la maison d’édition
En novembre 1991, Sogides acquiert L’Hexagone, et l’intègre dans sa filiale Groupe Ville-Marie Littérature, créé pour réunir VLB éditeur et Quinze Éditeur. Il reste dans le comité de rédaction jusqu’en 1996. Jean Royer devient directeur littéraire en 1991 et s’occupe personnellement des collections Itinéraires, Anthologies et Entretiens. Il crée sous sa direction d’autres collections pour L’Hexagone : les collections Entretiens en 1993, Voies en 1992, et Itinéraires et Itinéraires/carnets en 1995.
En 2003, elle redevient une maison spécialisée dans la poésie. Après que Sogides soit acheté par le groupe Québecor Média en 2005, seules trois collections survient au rachat : Rétrospectives, Écriture (autrefois La Voie des poètes), et L’Appel des mots.

## Collaborations

### Parti pris et Les Herbes rouges
Suite à l’élection de Gérald Godin comme député en 1976, Gaëtan Dostie devient le directeur du Parti pris. La même année, il se tourne vers L’Hexagone et cette dernière s'associe aux Éditions Parti pris pour les sauver de la faillite, leurs dettes s’élevant à plus de 100 000$,. C’est en 1980 qu’elle devient une corporation administrée par Gaétan Dostie, Gaston Miron et Alain Horic. Elle cesse ses activités en 1984 et son fonds est intégré dans celui de L’Hexagone.
	Les Éditions Les Herbes rouges naissent en 1978, sous les auspices de L’Hexagone. François Hébert approche Miron pour lui proposer une collection à L’Hexagone qui porterait le même nom que la revue et en serait le directeur. Miron propose plutôt de l’aider à fonder sa maison d’édition. Miron et Horic sont administrateurs et les Hébert sont directeurs de la maison d’édition, et obtiennent chacun 25 % de part de cette dernière.

### Les Messageries des éditeurs réunis
En 1978, L’Hexagone et VLB éditeur font une tentative dans le monde de la distribution littéraire. Cette idée est mise en place par les éditeurs (Miron, Bonenfant, Dostie, Beaulieu, et Horic) regroupent plusieurs petites maisons d’édition littéraires afin de leur assurer une meilleure distribution et ainsi d'éviter l'accumulation des ouvrages invendus et la strangulation du marché. Cependant, plusieurs maisons d’édition quittent la société, notamment devant la difficulté d’avoir accès aux données sur les inventaires. Ne restant que L’Hexagone, Parti pris et Les Herbes rouges, Horic liquide la société déficitaire en 1984,.

### Groupe d'éditeurs littéraires francophones d'Amérique du Nord (GELFAN)
Créée en 1980, cette entité devait «intervenir auprès des organismes accordant des subventions pour qu'ils reconnaissent la spécificité littéraire au Québec». Dirigée par Gaëtan Dostie, elle devait fournir des moyens pour les éditeurs et des maisons d’édition de pouvoir parvenir à leur besoin, et ainsi maximiser l’efficacité et la rentabilité de chacun. Il avait aussi l’idée d’ouvrir une succursale à Paris.

### La Société immobilière du livre
La Société immobilière du livre Inc. est créée avec l'achat du 543 rue Sherbrooke Est, au coin de la même rue et de Saint-Hubert, et qui regrouperait les activités des Éditions de l'Hexagone, du Parti pris, des Herbes rouges et du Groupe d'éditeurs littéraires francophones d'Amérique du Nord (GELFAN).

### Librairie Déom
La Librairie Déom devient le dépositaire du fonds de L’Hexagone en 1965. Jean Bode, propriétaire de la librairie, connaissait déjà les membres de L’Hexagone, notamment Miron, où ce dernier cède par contrat la vente exclusive des œuvres de la maison d’édition et de son fonds jusqu’en 1982,. La librairie Déom ferme ses portes en 1982, et Horic récupère son fonds contre une dette avec L’Hexagone. Ce fonds sera intégré à celui de L’Hexagone; les titres les plus marquants seront publiés dans la collection Typo.
Jean Bode avait créé la collection Poésies canadienne en 1963, avec sa librairie Déom.

## Collections

### Les Matinaux
La collection Les Matinaux est la première collection de L’Hexagone. Avec le succès de Deux sangs, Miron décide de la créer en juillet 1954. Dirigé par ce dernier, elle est ainsi nommée d'après le titre d'un recueil de René Char. Il écrit, dans une lettre du 26 juin 1954 adressée à Jean-Guy Pilon, qu’il donne son accord fraternel pour le nom. Les souscriptions et l’aide de l’État, par le biais des achats faits par le Secrétariat de la Province, permettent à la collection de continuer à paraître.
16 recueils seront publiés dans cette collection :
- Des jours et des jours de Luc Perrier
- Les cloîtres de l'été de Jean-Guy Pilon
- Ces anges de sang de Fernand Ouellette
- Du centre de l'eau de Jean-Paul Filion
- Le ciel fermé de Claude Fournier
- Portes sur la mer de Louise Pouliot
- Poèmes de Russie de Pierre Trottier
- Crier que je vis d’Olivier Marchand
- À la pointe des yeux d’Alain Marceau
- Poèmes de l'Amérique étrangère de Michel van Schendel
- Simples poèmes et ballades de Gilles Constantineau
- Choix de poèmes /arbres de Paul-Marie Lapointe
- Blessure au flanc du ciel d’Alain Horic
- Factures acquittées de Gertrude Lemoyne
- Alchimie du corps de Juan Garcia
- L'orée de l'éternité de Maurice Soudeyns

### Les Voix
C'est la deuxième collection créée par L’Hexagone. C’est Portugais qui propose une collection qui fera paraître tout ce qui ne relève pas de la poésie, qui publiera des œuvres courtes (32 à 64 pages), et qui aura une «portée et un intérêt de pensée, de recherche ou de documentation sont plus importants que ceux d’un simple article de revue».
Cinq ouvrages seront publiés dans cette collection :
- Visage d’André Malraux d’André Patry (1956)
- Brève histoire du syndicalisme ouvrier au Canada de Louis Laurent Hardy (1958)
- La Poésie et nous d’une compilation d’article de Jaques Brault, Gilles Hénault, Wilfrid Lemoine, Yves Préfontaine, et Michel van Schendel (1958)
- Visage d’Edgar Varèse sous la direction de Fernand Ouellette (1959)
- Le Mensonge de Paul Taupin (1960)

### Rétrospectives
L’idée de rééditer trois recueils d’Alain Grandbois amène à la création de la Collection Rétrospectives, dont le but est de refaire revivre des textes oubliés ou inaccessibles.

### Panorama
Cette collection est créée en 1956, et permet de publier le second recueil d’un auteur qui avait publié dans la collection Les Matinaux et d’élargir le programme éditorial de L’Hexagone. Elle est cependant improvisée, ce qui fait qu’elle n’est ni mentionnée ni n'a de logo dans les prospectus de ses premières années d’existence.

### Les Murs ont la parole
Cette collection fut créée pour les publications consacrées aux poèmes-affiches faits à L’Hexagone. Seulement deux publications sont apparues :
- Speak White de Michèle Lalonde (1974)
- Demi-tour de Paul Chamberland (1982)

### En tous lieux
Élaboré pendant deux ans par Miron et Giguère, ce projet devait permettre d’ouvrir les portes de la maison aux écrivains du monde entier. Elle cesse de paraître après quatre publications dues aux problèmes de traduction et qu’elle ne cadrait pas avec les visées idéologiques de la maison, qui se voulaient de mettre en évidence la littérature du Québec.
- Demeures du passe vent de Jean Thoercelin (1974) (France)
- Élégies civiles et autres poèmes de Dennis Lee (1980) (Canada)
- Pouvoir et politique de Margaret Atwood (1995) (Canada)
- Les Songes impénitents de Tahar Bekri (1997) (Tunisie)

### Collection H
La Collection H est créée en 1975. Miron la dirige jusqu’en 1979 et Lucien Francoeur par la suite. Son but est de faire connaître les jeunes poètes. Elle publie surtout des poètes montréalais liés à la mode de culture pop-rock des années 70. Les critiques jugeront mal la tentative d’orientation de L’Hexagone pour intégrer la contre-culture, considérant ce geste comme une tentative de la maison d’édition de se mettre au goût du jour.

### Typo
Cette collection vient d’un projet pensé par Miron et Horic. Elle est finalement créée en 1984 par Horic. Elle permet à L’Hexagone de republier les œuvres déjà publiées qui se trouvent dans son fonds, et aux auteurs de retravailler leurs textes, et de les peaufiner afin d’offrir aux lecteurs une édition définitive. Dans un format populaire, la maison d’édition publie les titres en mettant à la portée d’un large public un certain nombre d’œuvres anciennes et contemporaines qui ont marqué l’histoire de L’Hexagone.
En 1990, après l’achat de L’Hexagone par Sogides, ceux de Quinze éditeur et de VLB éditeur rejoignent la collection. En 1992, elle devient une maison d’édition à part entière.